# Liang Nüying
Kaiserin Liang Nüying († 159), formell Kaiserin Yixian (sanftmütige und weise Kaiserin), war eine Kaiserin der Han-Dynastie. Sie war die erste Gemahlin des Kaisers Huan.

## Familiärer Hintergrund
Liang Nüyings Geburtsdatum ist unbekannt, aber schon in ihrer Jugend erreichte sie eine ehrenhafte Stellung. Sie war die Tochter des Großmarschalls Liang Shang und die Schwester der Kaiserin Liang Na, Kaiser Shuns Gemahlin und spätere Regentin für seinen Sohn Kaiser Chong und zwei seiner Nachfolger, Zhi und Huan. Kaiser Huan wurde sogar nur deswegen eingesetzt, weil sie ihm versprochen war. Er war zu der Zeit, als Liang Nüyings Bruder Liang Ji den Kaiser Zhi vergiftete (146), Marquis von Liwu. Nachdem er Kaiser geworden war, heiratete er Liang Nüying 147 und erhob sie zur Kaiserin.

## Als Kaiserin
Als Kaiserin stand Kaiserin Liang stets im Schatten ihrer Schwester, der Kaiserinmutter, und ihrem Bruder. Über sie ist wenig bekannt. In der traditionellen Geschichte heißt es, dass Kaiser Huan es zu Beginn nicht wagte, Konkubinen zu nehmen, weil er sie als Schwester der Kaiserinmutter zu sehr respektierte. Ihr Lebensstil wird als so luxuriös beschrieben, dass ihre Ausgaben die der vorigen Kaiserinnen weit überstiegen. Nach dem Tode ihrer Schwester im Jahre 150 sank sie in Kaiser Huans Ansehen, was sie sehr eifersüchtig machte. Weil sie ohne Sohn blieb, wollte sie nicht, dass irgendeine der Konkubinen einen Sohn gebar. Sie hätte jede, die schwanger würde, getötet. Da ihr Bruder Liang Ji die Kontrolle über die Regierung innehatte, wagte Kaiser Huan keine Schritte gegen sie, aber seine geschlechtliche Beziehung zu ihr brach ab. Kaiserin Liang starb 159 im Ärger und wurde mit kaiserlichen Ehren bestattet.
Noch in demselben Jahr stürzte Kaiser Huan mit den Eunuchen Liang Ji und löschte die Liang-Sippe aus. Das Grab der Kaiserin Liang wurde zum Grab einer Konkubine herabgesetzt, was einer postumen Absetzung gleichkam.
| Vorgänger | Amt                        | Nachfolger  |
| --------- | -------------------------- | ----------- |
| Liang Na  | Kaiserin von China 147–159 | Deng Mengnü |

| Personendaten    | Personendaten                      |
| ---------------- | ---------------------------------- |
| NAME             | Liang Nüying                       |
| ALTERNATIVNAMEN  | Kaiserin Yixian                    |
| KURZBESCHREIBUNG | Kaiserin der Han-Dynastie          |
| GEBURTSDATUM     | 1. Jahrhundert oder 2. Jahrhundert |
| STERBEDATUM      | 159                                |